# Мурзак-Коба

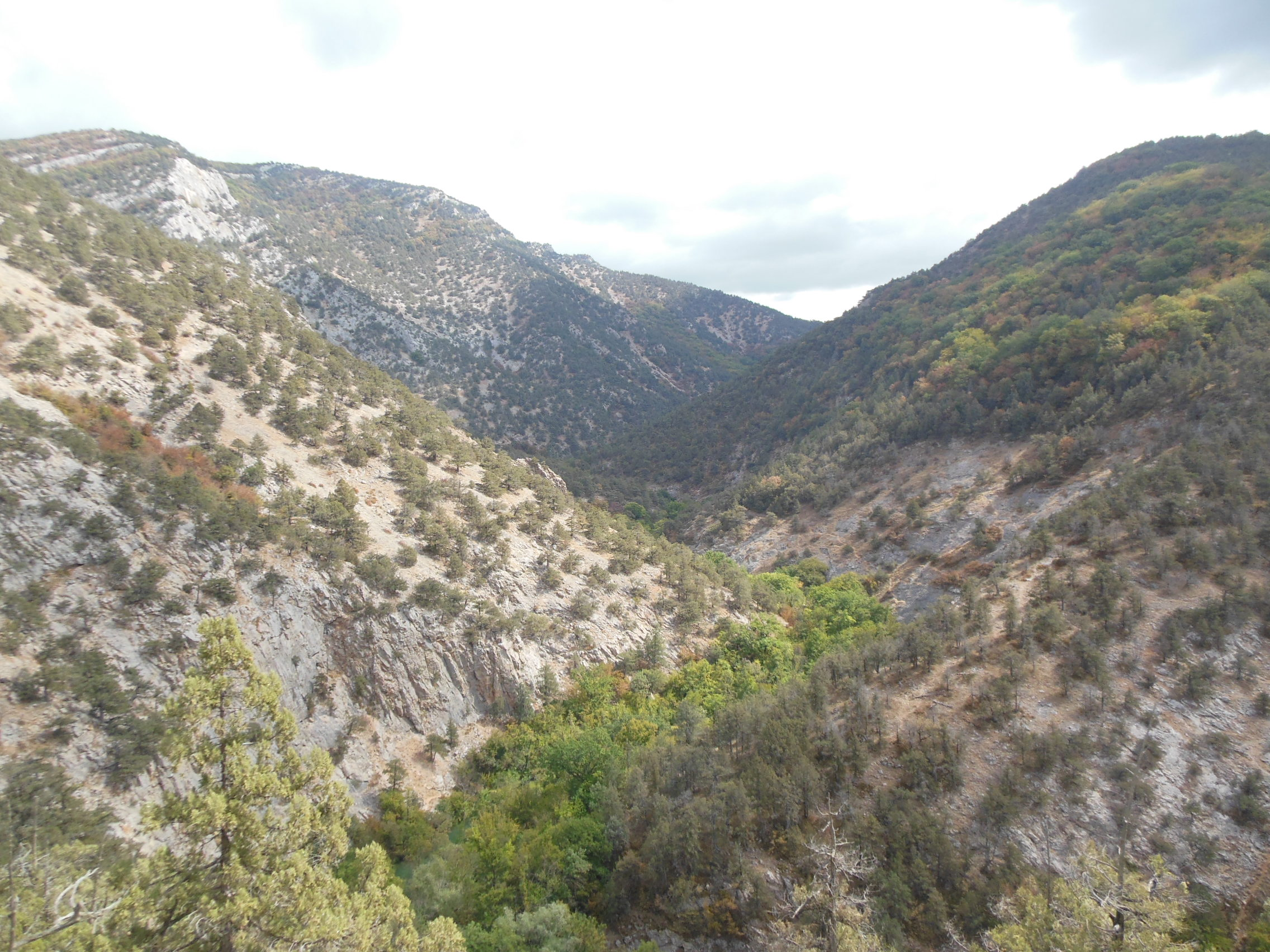
Каньон реки Чёрная. Грот расположен на левом берегу реки, на склоне горы Исар.

Мурзак-Коба — пещера и одноимённый мезолитический памятник, расположенный в Горном Крыму в долине реки Чёрной.

## Описание пещеры
Грот Мурзак-коба расположен на левом берегу реки Черная на высоте 36 м от уреза воды, у входа в ущелье Боклу-дере. Это ущелье является продолжением каньона, берущего свое начало в западной части Байдарской долины и заканчивающегося вскоре же после выхода реки к селу Черноречье. Река Чёрная, прорываясь между Айтодорской горой и горой Каракуш-кая, делает крутой поворот и направляется в теснину Боклу-дере, справа от реки гора Каракуш-кая, слева гора Исар, на восточном склоне которой находится грот Мурзак-коба. Далее, река, совершая ряд крутых поворотов, вытекает на широкую долину, окаймленную известняковыми возвышенностями, и у Инкермана впадает в море. Вход обращен на восток, грот сухой, с почти ровным полом. В стенках грота имеется ряд ниш и глубоких ложбин, располагающихся от уровня пола на разной высоте и достигающих в глубину нескольких метров. Спуск от грота к реке крутой, покрытый тонким дерновым покровом, поросшим кустарником, местами же выступает материковый известняк.

## Исследования
Летом 1936 года разведочный отряд Крымской палеолитической экспедиции, работавший под руководством Е. В. Жирова, исследовал западную часть Байдарской долины и низовья каньона реки Чёрной. В результате работы в 1936 году были открыты новые позднепалеолитические стоянки тарденуазского возраста среди которых — стоянка в гроте Мурзак-коба.

Скелеты кроманьонцев

Шурфы показали, что культурные остатки встречены во втором и третьем слоях. Во втором слое обнаружены археологические объекты, датируемые XIV—XV вв. н. э., то есть ранним татарским периодом в истории Крыма. Поливная керамика зелёного и коричневого цветов с орнаментом, красная керамика без поливы, каменные плитки, немногочисленные бесформенные кремнёвые осколки и кости животных составляют основные находки из этого слоя.

Третий слой по характеру находок резко отличается от второго слоя. Здесь встречены остатки деятельности человека, носящие типичные позднепалеолитические черты. Отсутствие керамики, кремнёвые орудия, насыщенность слоя раковинами улиток дают полную возможность для сближения этого культурного горизонта с исследоваными ранее стоянками позднего палеолита в Крыму. Основу хозяйства составляло рыболовство с помощью костяных гарпунов. Обитатели пещеры также ели улиток и моллюсков. 

Следы прижизненной ампутации на кистях женского скелета из Мурзак-Кобы

Во время закладки разведочного шурфа в этом слое был обнаружен череп человека, примятый камнями. В дальнейшем, в процессе подготовки площадки для извлечения погребения, был обнаружен и второй череп человека. Таким образом, было установлено, что здесь имеет место двойное погребение. Обстоятельства захоронения, в которых обнаружены оба костяка, не оставляют никаких сомнений в том, что они относятся к третьему слою.
Одной из особенностей культуры была прижизненная ампутация мизинцев. Парное погребение мужчины и женщины этого комплекса сопровождалось множеством каменных и костяных орудий верхнепалеолитического времени. Антропологически обитатели грота относились к поздним кроманьонцам: они были высоки (180 см.), массивны и широколицы. Их сравнивают с сапиенсами комплекса Пршедмости 3, с вариантом Брно-Пршедмости.
У женщины 24—25 лет, которой были ампутированы оба мизинца на её руках, когда она была ещё подростком, новое рентгенологическое исследование выявило, что в возрасте около 20 лет она получила наружную, символическую трепанацию в задней части левой теменной кости.

## Реконструкция внешности
Скелеты из Мурзак-Кобы изучал Е. В. Жиров. Внешность мужчины и женщины реконструировал с помощью своего оригинального метода М. М. Герасимов. Индивидуум отличался высоким ростом — около 180 см. Его череп, по Герасимову, «крупных размеров, массивный. Мышечный рельеф выражен хорошо. Крутой, средней ширины лоб отягчен мощным надбровьем, что отнюдь не придает лицу характера примитивности, но подчеркивает его силу. Большая ширина лица как бы скрадывается сильным выступанием носа. Узкий высокий нос красив по своим очертаниям. Глубокосидящие глаза имели характерное нависание мягкой складки верхнего века над внешним углом глаза. Скуловые кости массивные, грубых очертаний. Нижняя челюсть очень крупная, массивная. Посадка головы — прямая, гордая. Шея и плечи — сильные».